# Лакшми
Лакшми или Лаксми (санскрит: लक्ष्मी) в индуизма е богиня на богатството, светлината, мъдростта и щастието, както и на късмета, красотата и плодовитостта. Изображения на Лакшми (или Шри) има, освен в индуистките храмове, и в джайнистките и будистките паметници.
В пураническия индуизъм Лакшми е Майка на Вселената и шакти на Вишну. Лакшми е съпруга на Вишну и на неговите инкарнации Рама (в инкарнацията си като Сита), Кришна (като Рукмини) и Венкатешвара (като Аламелу). Лакшми има син на име Кама.